# Kwadebeekvallei
De Kwadebeekvallei is een natuurgebied in de Belgische gemeente Sint-Genesius-Rode. Het acht ha grote gebied is eigendom van Natuurpunt en wordt ook door hen beheerd. Het gebied bestaat uit acht kleine deelgebieden, allen gelegen langs de Kwadebeek, die slechts 1,5 km lang is. Een wandelpad van 6 km lengte, waaronder een knuppelpad, ontsluit het gebied.
Men vindt hier veel kwel en het water werd vroeger ook gebruikt door Brouwerij De Greef die hier een artesische put had geslagen.
Men vindt hier elzenbroekbos met slanke sleutelbloem, dotterbloem, moeraszegge en geel nagelkruid. Verder groeit er pluimzegge, blauwe waterereprijs en witte rapunzel. Een bijzondere diersoort is de vroedmeesterpad.

## Deelgebieden
De acht deelgebieden zijn:
- Parkbosje De Greef
- Boske van Carlier
- Weide, boomgaard en wilgenstruweel
- Elzenbroek
- Hof-ten-Hout
- Ezelsweg
- Paardenweide en Speelparkje
- Zijarm Kwadebeek